# Giureconsulto

Repetitiones seu commentaria in varia iurisconsultorum responsa (1553), una raccolta di commenti e risposte dei maggiori giureconsulti dell'epoca. Grazie all'invenzione della stampa questo tipo di testi si diffuse notevolmente.

Il giureconsulto (in latino iurisconsultus, da ius, iuris: "diritto" e consulere: "consultare") o giurisperito è storicamente un esperto del diritto che fornisce pareri su questioni legali e che non di rado si dedica anche all'insegnamento delle discipline del diritto come scienza.
Quella dei giureconsulti fu una figura professionale che ebbe notevole rilevanza in epoca romana, quando essi rivestivano un ruolo nella formazione delle leggi, almeno fino al IV secolo; la loro importanza proseguì anche in seguito, durante il Medioevo e il Rinascimento, come consulenti.

## Il giureconsulto nell'antica Roma
Nella Roma antica il giureconsulto aveva una posizione predominante nella società politica ed amministrativa per il ruolo di creatore delle leggi oltre che esperto delle stesse. Fino al periodo di Alessandro Severo (III secolo), infatti, il diritto romano aveva una veste giurisprudenziale e di esso solo una minima parte era versata in norme scritte e principi codificati (o che in qualche modo potessero rendere l'idea del moderno concetto di "codificazione"): era infatti prevalentemente frutto dell'interpretazione giuridica dei giureconsulti, operata perlopiù applicando il metodo induttivo.

### Periodo arcaico
Nei periodi arcaici romani, con le forti connessioni tra diritto e religione, i giureconsulti (in quel periodo sacerdoti patrizi che potevano interpretare il fas, "lecito per volontà divina", e il ius, diritto vero e proprio) apparivano come consiglieri, dei veri e propri oracoli, di chiunque dovesse avere a che fare con la giustizia e potevano interpretare consuetudini e costumi liberamente, cambiandone i contenuti a seconda degli interessi dei patrizi. Ciò portò ad una prima ribellione dei plebei a cui seguì la creazione di un corpo di giureconsulti laici.

### I secolo a.C.
I due più importanti giureconsulti di questa epoca furono Quinto Muzio Scevola e Servio Sulpicio Rufo, intorno ai quali si formarono due scuole: da un lato i muciani, in cui confluì anche Gaio Aquilio Gallo, dall'altro i serviani, con Gaio Elio Gallo e Alfeno Varo.

### L'epoca di Augusto
Dall'epoca di Augusto in poi, il potere dei giureconsulti fu notevolmente ridotto con l'introduzione di un jus publice respondendi ex auctoritate principis, cioè un diritto di formulare responsa (pareri e consigli in casi giuridici controversi) privilegiati, che dovevano essere ratificato con un sigillo concesso dall'autorità del Cesare.
Durante l'epoca di Augusto i giureconsulti si divisero in due scuole: la scuola dei sabiniani (o scuola cassiana) e quella dei proculiani. Pomponio fa risalire alla rivalità dei due giuristi Labeone e Capitone la nascita delle due scuole, e conseguentemente viene data una diversa qualificazione unitaria alle due scuole partendo dalla diversa personalità dei due fondatori: innovatrice in Labeone, conservatrice in Capitone. Probabilmente le due scuole si distinguevano principalmente per i luoghi (stationes) dove veniva insegnato il diritto e solo in un secondo tempo per l'autorità di coloro che ivi insegnavano. Gellio infatti scrive: quesitum esse memini in plerique Romae stationibus ius publice docentium aut respondentium... (Noctes att. 13.13.1).

### L'epoca di Adriano
Durante l'epoca di Adriano, queste controversie tra scuole diverse furono superate da una nuova generazione di giureconsulti, influenzati da Salvio Giuliano. Tra i maggiori giureconsulti di questa epoca si trovano: Prisco Giavoleno, Alburno Valente, Tusciano.

### La fine della figura del giureconsulto
Nel IV secolo, la figura del giureconsulto scomparve. Nel 426, Valentiniano III emanò la legge delle citazioni, che imponeva ai giudici di dover tenere conto unicamente delle opinioni di alcuni giureconsulti del passato: Papiniano, Paolo, Gaio, Ulpiano e Modestino. Ai pareri di questi potevano essere aggiunti ulteriori pareri legislativi di altri giuristi di indubbia fama a patto che questi fossero stati citati da almeno uno dei cinque precedenti con relativa esibizione del manoscritto.
La classe di giureconsulti si dedicò, quindi, esclusivamente all'insegnamento e alla compilazione di epitomi (iura epitomatica) e riassunti delle opere dei loro predecessori.

## Medioevo
L’attività dei Glossatori, cioè dei giuristi di scuola che tra la fine dell’XI e la prima metà del XIII secolo si preoccuparono di corredare l’intero testo del Corpus iuris civilis giustinianeo di un apparato continuo di glosse marginali, partì dall’interpretazione puramente letterale (la declaratio verborum) per addivenire allo «svolgimento di una vera e propria elaborazione del testo, che per i Glossatori è l'auctoritas, la base autoritativa per la costruzione di una più complessa e autonoma disciplina».
Solo in quell’età di crisi delle istituzioni politiche e della coscienza dell’Europa che fu il Trecento, con Bartolo da Sassoferrato emerse una "delle maggiori testimonianze della nuova propensione del giurista, alla fine del Medioevo, alla costruzione di una dottrina morale e politica con i materiali della tradizione teologico-giuridica, pur nella riaffermata distinzione dei territori del giurista e del teologo".

## Rinascimento
Nel De commodis Leon Battista Alberti parla "dei libri voluminosissimi (amplissimi codices), della non dominabile profusione di libri («tanta tanque amplissima librorum congeries») che rappresenta l’officina, lo strumentario faticoso del giureconsulto", offrendo una descrizione critica degli appigli autoritativi del diritto canonico e del diritto romano giustinianeo, su cui si era andata formando la tradizione dei giusperiti ereditata dal Rinascimento.